# Book of Common Prayer

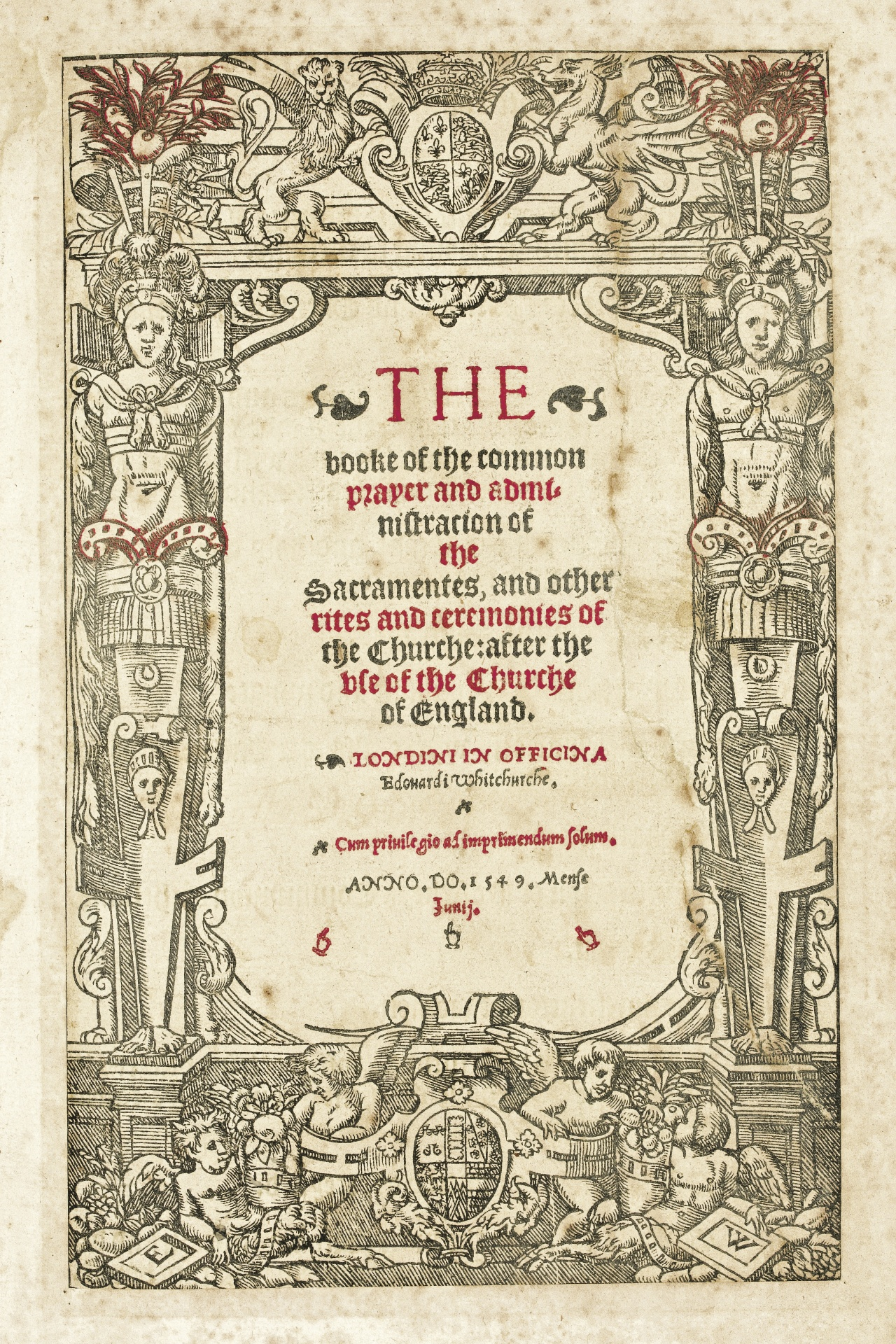
Het Book of Common Prayer uit 1549

Het Book of Common Prayer is het handboek voor de liturgie die in de kerkdiensten van de Anglicaanse Kerk wordt gebruikt. In tegenstelling tot wat de naam doet vermoeden bevat het meer dan alleen gebeden. In het Book of Common Prayer staan de teksten voor de verschillende liturgische handelingen en modellen voor de inrichting van de kerkdiensten. Daarnaast zijn er voorschriften voor de inrichting van de kerk en de kleding van de liturgen.

## Geschiedenis

### Ontstaan
Na de afscheiding van de Anglicaanse Kerk van de Rooms-Katholieke Kerk in 1534 werden aanvankelijk in de kerkdiensten nog de oude katholieke liturgische teksten in het Latijn gebruikt. De aartsbisschop van Canterbury, Thomas Cranmer, ontwierp vanaf 1538 teksten in het Engels, die de Latijnse teksten moesten vervangen. In 1548 werden deze teksten gebundeld in het Book of Common Prayer. In de Act of Uniformity van 1549 verplichtte koning Eduard VI alle kerken in Engeland om dit boek in hun kerkdiensten te gebruiken.
Cranmers Engelse teksten waren geen letterlijke vertalingen van de katholieke liturgische formulieren, maar verwerkten ook invloeden uit de lutherse theologie. Dit was het meest duidelijk herkenbaar in het formulier voor de eucharistie, die niet meer getypeerd werd als een letterlijke herhaling van de offerdood van Jezus Christus, zoals was vastgelegd in de katholieke transsubstantiatieleer. In het Book of Common Prayer werd ook de liturgie voor de avonddienst, de Evensong vastgelegd. Het aantal rituelen rond eucharistie en doop werd beperkt, waardoor de eredienst een soberder karakter kreeg. De rijke gewaden van de priesters en andere liturgen bleven echter gehandhaafd. 

### De edities van 1552 en 1559
Nadat Thomas Cranmer aan Martin Bucer gevraagd  had om de eerste uitgave van het  Book of Common Prayer kritisch te bezien, kwam de tweede en herziene uitgave uit. De priestergewaden werden wel afgeschaft in de nieuwe versie van het Book of Common Prayer uit 1552 en vervangen door een eenvoudiger gewaad dat onder andere bestond uit een superplie en een pelerine. Ook werd verboden kaarsen voor het altaar te plaatsen, dat voortaan slechts een houten tafel mocht zijn. Hiermee werden de symbolen verwijderd die konden doen vermoeden dat de eucharistie toch een fysieke herhaling van de offerdood van Jezus Christus was. De liturgische teksten werden verder geprotestantiseerd. Elizabeth I liet in de versie van het Book of Common Prayer die zij in 1559 verplicht stelde ruimte voor afwijking van de in 1552 ingevoerde richtlijnen, zonder dat zij deze afschafte. Ook was het niet meer verboden om te geloven in de lichamelijke aanwezigheid van Christus tijdens de eucharistie.

### Puriteinen
De versie van 1559 riep veel weerstand op bij de puriteinen die een veel verdergaande protestantisering van de liturgie wensten. De van oorsprong Schotse, presbyteriaanse koning Jacobus I voerde op hun verzoek in 1604 enkele kleine wijzigingen door, die voor hen echter nog lang niet ver genoeg gingen. Toen de puriteinen tijdens de Engelse Burgeroorlog aan de macht kwamen werd het Book of Common Prayer dan ook verboden. Na de puriteinse nederlaag in 1660 stelde Karel II in een nieuwe Act of Uniformity het Book of Common Prayer opnieuw verplicht. Veel puriteinse predikanten weigerden zich te conformeren en begonnen geheime gemeenten.

### 20e eeuw
Het Book of Common Prayer is nog steeds een belangrijk liturgisch handboek in de Anglicaanse kerken, maar er zijn in de loop van de twintigste eeuw wel verschillende alternatieven beschikbaar gekomen en toegestaan zoals Common Worship, dat veel gebruikt wordt voor de zondagse eredienst, en het Alternative Service Book.
De meest recente Nederlandstalige uitgave van het Book of Common Prayer is Het Boek van het algemeen gebed, en de bediening van de sacramenten, en andere gebruiken en plegtigheden der kerk, volgens de gewoonte der Kerk van Engeland, benevens het Psalmboek of de Psalmen van David, aangestipt zoo als zij in de kerken gezongen of gezegd moeten worden, en het formulier en de wijze der aanstelling, ordening en wijding van bisschoppen, priesters, en diakenen (Londen: Genootschap ter Bevordering van Christelijke Kennis [=Society for Promoting Christian Knowledge], 1934).